# Гобелен Гюнтера
Гобелен Гюнтера (нем. Gunthertuch) — уникальный памятник ковроткачества времён Византии. Вероятно, шёлковый гобелен был приобретён или получен в дар епископом Гюнтером Бамбергским во время его паломничества в Святую землю. По возвращении епископ умер и был похоронен в Бамбергском соборе, а гобелен был использован как погребальный саван. В 1830 году он был найден и в настоящее время выставляется в Епархиальном музее Бамберга.

## История
В ноябре 1064 года епископ (Гюнтер Бамбергский) отбыл из Бамберга в так называемое Большое немецкое паломничество в Иерусалим. Группу паломников возглавили сам Гюнтер Бамбергский, Вильгельм из города Утрехт, епископ Отто фон Рейтенбург из города Регенсбург. Всего набралось около 7000 человек вместе с воинами-хранителями. Путь лежал через земли Венгрии, Византийской империи и Сирию.
За большим паломническим караваном из немецких княжеств пристально наблюдали византийские шпионы и военные. Роскошные одежды Гюнтера Бамбергского ввели византийцев в заблуждение: они считали, что тот — император Священной Римской империи германской нации Генрих IV, путешествующий в Святую землю тайно.

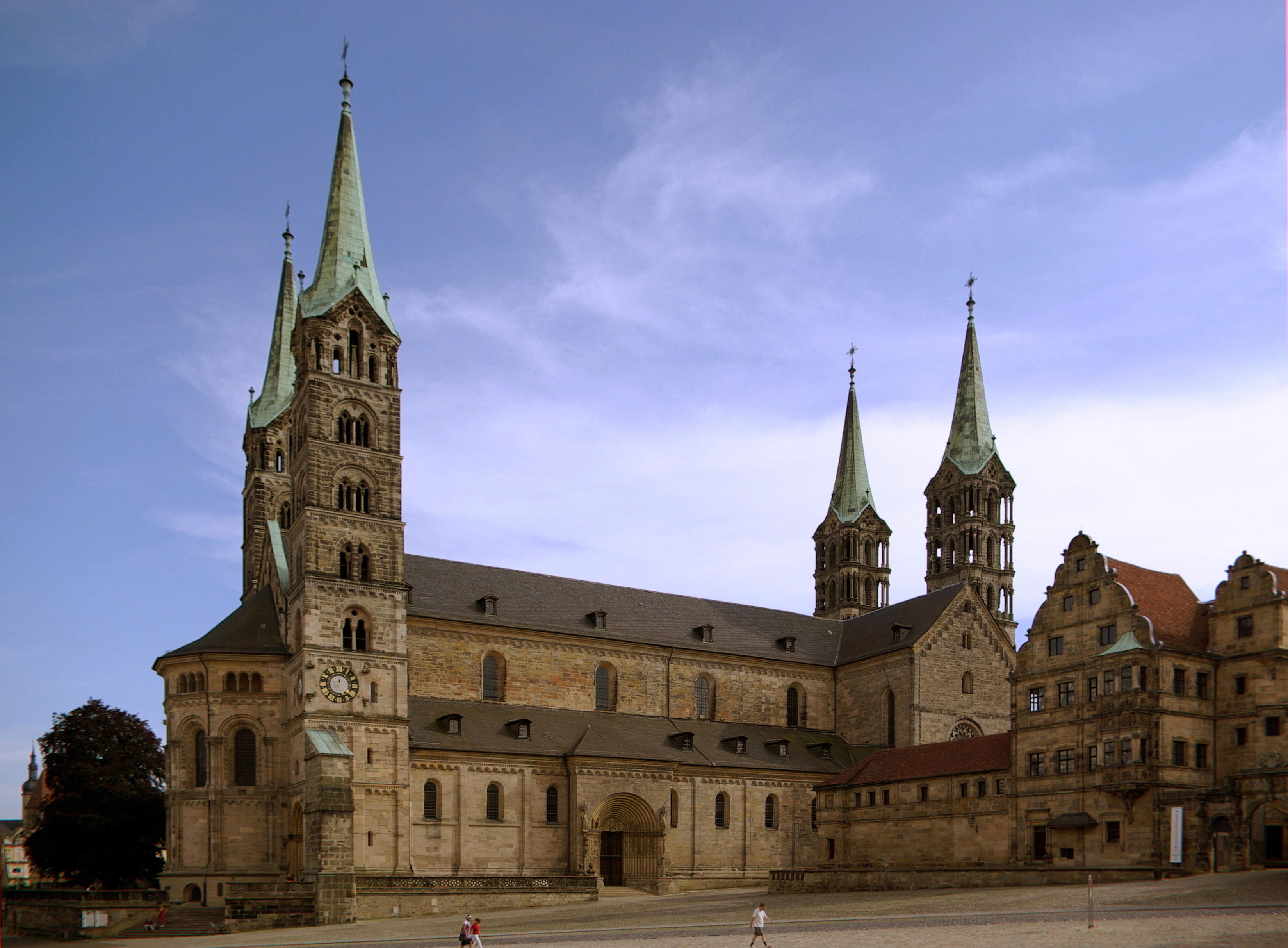
Кафедральный собор, Бамберг, алтарная часть

Паломничество закончилось, но на обратном пути 23 июля 1065 года Гюнтер фон Бамбергский заболел и умер в венгерском городе Секешфехервар. Тело умершего вывезли в Бамберг, где торжественно похоронили в кафедральном соборе Бамберга. Во время погребения тело умершего завернули в византийский шёлковый гобелен.
В первой трети XIX века начали реставрацию Бамбергского собора. Среди прочего 22 декабря 1830 года состоялось открытие захоронения епископа 1065 года, где был найден драгоценный шёлковый гобелен, частично повреждённый.
В настоящее время уникальный византийский шёлковый гобелен XI века хранится в Епархиальном музее города Бамберг вместе с коллекциями императорской одежды, одеждой Папы Римского Климента II и другими сокровищами средневекового ткачества и ювелирного дела.

## Описание ковра
Сохранившаяся часть гобелена имеет размеры 218 на 211 сантиметров. Для его создания были использованы тяжёлые и относительно толстые шёлковые нити, однако достаточно мягкие и гибкие при прикосновении. Гобелен многоцветный, химический анализ красок обнаружил использование растительных и натуральных красителей, среди которых индиго, отвар корня марены красильной, воловик лекарственный, резеда жёлтенькая.

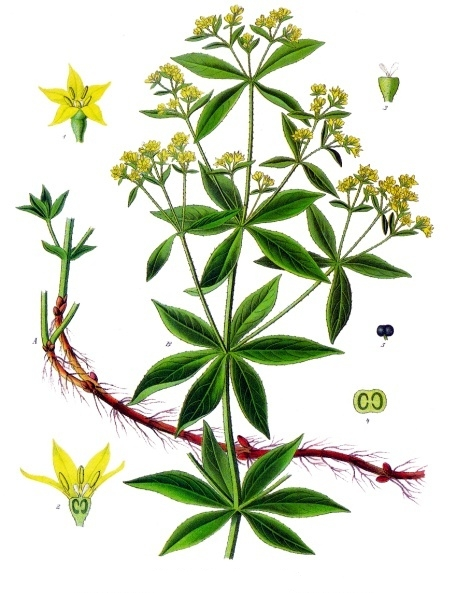
Марена
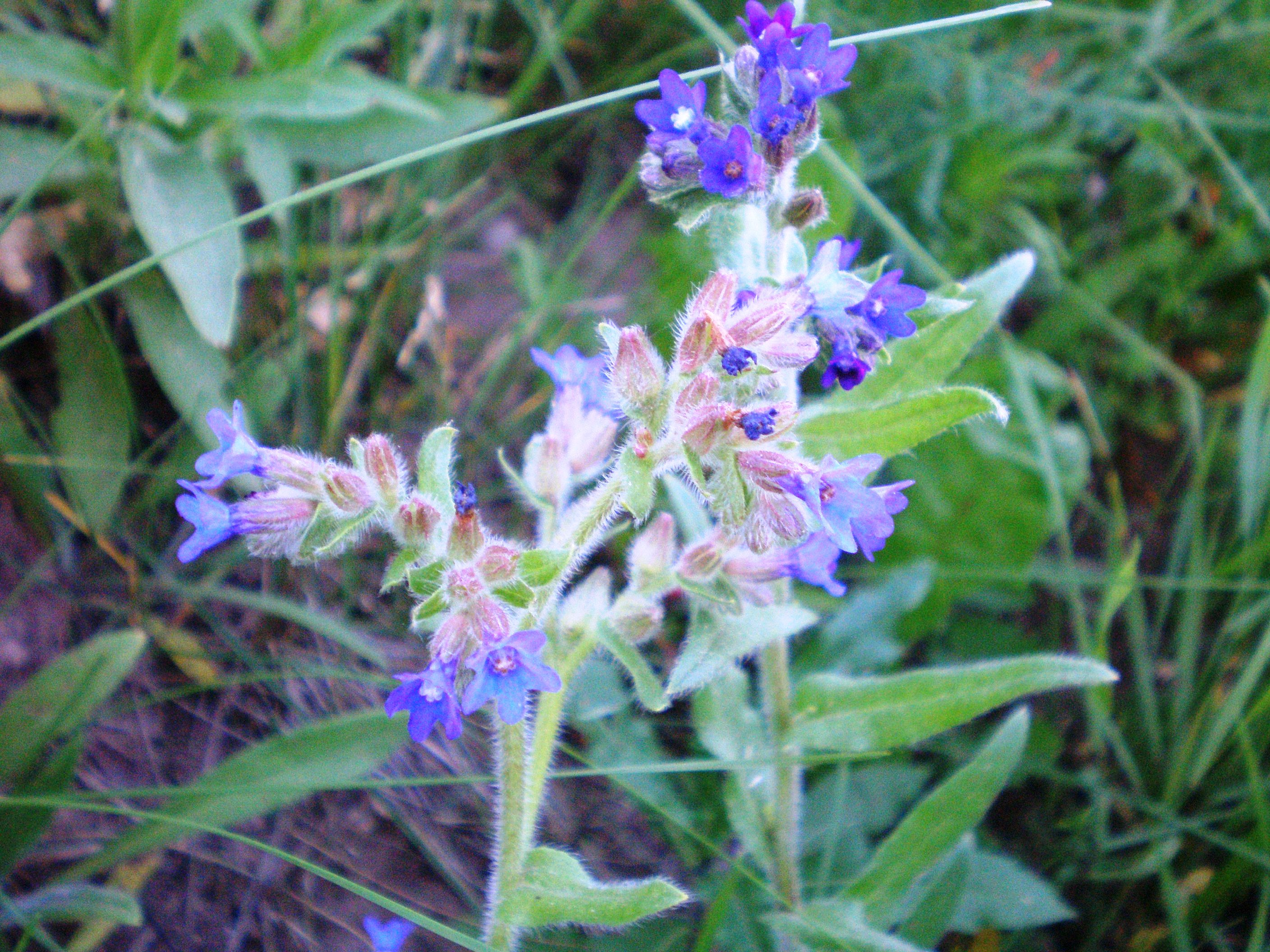
Воловик лекарственный
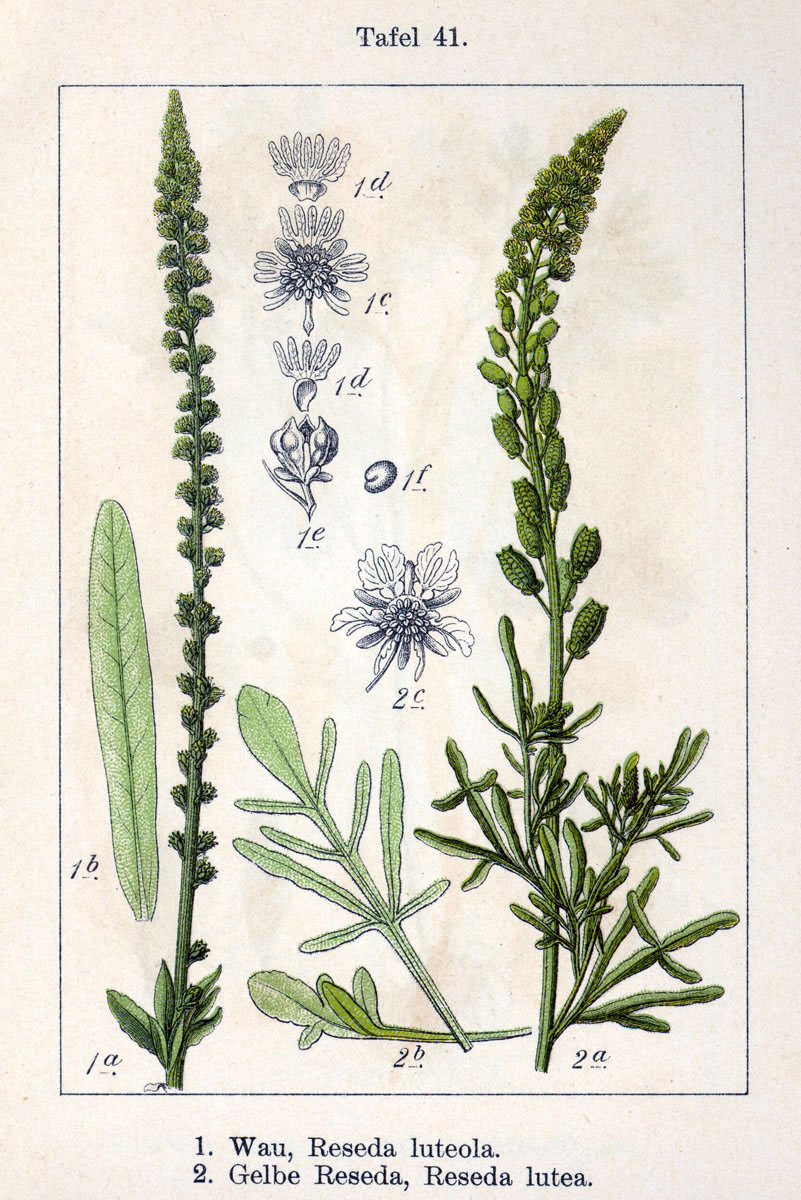
Резеда жёлтенькая

Гобелен имеет два бордюра — широкий верхний и более узкий внизу. Повреждены и утеряны части широкого верхнего бордюра, боковая часть справа и центральная часть с фигурой и лицом великого всадника. Фон условный и напоминает мозаику из полудрагоценных камней. Сюжет не имеет даже намёков на перспективу, элементы которой уже имели византийские иконы. Поэтому гобелен напоминает тогдашние рельефы с всадниками на плоскости.
Гобелен сюжетный и отражает триумфальный ход неизвестного византийского императора, возвращающегося с победного военного похода. Всадник восседает на белом коне. Его голову окружает золотистое сияние нимба, как на византийских иконах с изображениями святых воинов. Он удерживает в руке небольшой лабарум. Всадника-победителя окружают две женские фигуры — справа в зелёном платье, слева — в синем. Но дорогая одежда обеих женщин почему-то не предусматривала обувь, и они представлены босыми. Женщины напоминают рабынь и служанок, которые сопровождали императорский ход во время торжеств. Головы женщин венчают ценные короны, что переводит изображение с бытового уровня на триумфальный: они выступают как аллегории городов.
Ближайшим аналогом к сюжету могло быть торжественное шествие императора Византии Василия II после захвата части Болгарии 1018 года. Именно тогда император праздновал свой триумф в двух городах страны — в Константинополе и в Афинах. Это может объяснить присутствие на гобелене двух женских аллегорий городов. К сожалению, не сохранилось лицо всадника, поэтому нет оснований достаточно точно идентифицировать его.
Достоверно неизвестно, каким образом ценный шёлковый гобелен оказался в городе Бамберг. Он мог быть и дипломатическим подарком, и приобретением, и военным трофеем, вывезенным из ограбленного города немецкими солдатами во время крестового похода. Считают, что гобелены с подобными сюжетами изготавливали в мастерских столицы Византии и те украшали Софийский собор.